# ペルトラン
ペルトラン（アイスランド語: Perlan）は、アイスランドの首都レイキャヴィークの南部にある複合施設。Perlanとはアイスランド語で「真珠」を意味する。

## 概要
1991年に完成した。高さ25.7メートルの建物の周囲には巨大な円筒が6つ並んでおり、これが温水を貯蔵するタンクとなっている。郊外の地熱発電所から送られた熱水がここに集められ、市内すべての給湯をまかなっている。
特に最上階にある回転レストランは、夜景を一望できるレストランとして非常に人気が高い。